# Eparchia władykaukaska
Eparchia władykaukaska i alańska – jedna z eparchii Rosyjskiego Kościoła Prawosławnego, z siedzibą we Władykaukazie. Jej ordynariuszem jest biskup władykaukaski i alański Gerazym (Szewcow), zaś funkcję katedry pełni sobór św. Jerzego we Władykaukazie.
Eparchia została powołana w 1894 poprzez wydzielenie z Egzarchatu Gruzińskiego; wcześniej we Władykaukazie rezydowali wikariusze eparchii kartlińskiej i kachetyńskiej. Działała do 1922 pod nazwą eparchii władykaukaskiej i mozdockiej. W 2011 została reaktywowana decyzją Świętego Synodu Rosyjskiego Kościoła Prawosławnego, pod nazwą eparchia władykaukaska i machaczkalska. Obejmowała wówczas terytorium Czeczenii, Dagestanu, Inguszetii i Osetii Północnej. 26 grudnia 2012, na wniosek arcybiskupa władykaukaskiego Zosimy, Synod wydzielił z jej terytorium eparchię machaczkalską. Tym samym nazwa eparchii została zmieniona na eparchia władykaukaska.

## Biskupi władykaukascy[2]
- Włodzimierz (Sieńkowski), 1894–1904
- Gedeon (Pokrowski), 1904–1908
- Agapit (Wisznewski), 1908–1911
- Pitirim (Oknow), 1911–1913
- Antonin (Granowski), 1913–1917
- Makary (Pawłow), 1917–1922
- Zosima (Ostapienko), 2011–2016
- Leonid (Gorbaczow), 2016 (od 2017 arcybiskup) –2021
- Gerazym (Szewcow), od 2021[4]